# Elezioni parlamentari in Estonia del 2019
Le elezioni parlamentari in Estonia del 2019 si tennero il 3 marzo per il rinnovo del Riigikogu. In seguito all'esito elettorale, Jüri Ratas, espressione del Partito di Centro Estone, è stato confermato Primo ministro, nell'ambito di un governo di coalizione col Partito Popolare Conservatore Estone e Patria.

## Risultati
| Liste                                | Voti    | %     | Seggi |
| ------------------------------------ | ------- | ----- | ----- |
| Partito Riformatore Estone           | 162 363 | 28,93 | 34    |
| Partito di Centro Estone             | 129 618 | 23,10 | 26    |
| Partito Popolare Conservatore Estone | 99 671  | 17,76 | 19    |
| Patria                               | 64 219  | 11,44 | 12    |
| Partito Socialdemocratico            | 55 175  | 9,83  | 10    |
| Estonia 200                          | 24 448  | 4,36  | –     |
| Verdi Estoni                         | 10 227  | 1,82  | –     |
| Partito della Biodiversità           | 6 858   | 1,22  | –     |
| Partito Libero Estone                | 6 461   | 1,15  | –     |
| Partito della Sinistra Unita Estone  | 511     | 0,09  | –     |
| Candidati individuali                | 1 590   | 0,28  | –     |
| Totale                               | 561 141 | 100   | 101   |